# 邏輯磁碟管理工具
邏輯磁碟管理工具（簡稱磁盘管理、diskmgmt.msc）是微軟及Veritas Software共同開發的硬碟分割系統。這工具從Windows 2000開始引入，在Windows XP、Windows Server、Windows Vista、Windows 7、Windows 8、Windows 8.1、Windows 10、Windows 11中亦有提供。

## 簡介
在一般的微軟作業系統中，基本儲存設備（例如：硬碟）可以分割為主要分割區（Primary partition）或延伸分割區（Extended Partition）。由於MBR的限制，主要分割區最多只能有四個。

## 動態磁碟
在微軟的作業系統中，把一般的未處理硬碟稱之為基本硬碟。基本硬碟可以「升級」成為動態磁碟。
動態磁碟的功能使Windows作業系統可以透過軟件控制來模擬RAID，把多個硬碟整合成為一個或多個不同架構的磁區。不過，動態磁碟只有Windows 2000或以上的系統才支援。
為了提高動態硬碟的可攜性，動態硬碟的分割資料儲存在硬碟上，約佔8MB左右。這功能從Windows 2000起開始提供。所以，現時在較新的作業系統底下，都會發覺硬碟的可用空間比實際應有的少了大約8MB。這是因為微軟用了該部份來儲存動態硬碟的資料。在未有這新功能的Windows NT 4.0，動態硬碟都只可以在本機使用。一旦本機的作業系統失效或故障，內裡的資料就永遠不能再被讀取。
雖然理論上每隻動態硬碟上最多可以有2000個動態磁區，但微軟建議最多只建立32個。

## 附註
- ^  注解1： On a disc partitioned with the MBR Partition Table scheme, the LDM metadata are not stored in a partition, but are stored in a 1MiB area at the end of the disc that is not assigned to any partition[2].  The disc partitioning tools in Windows XP will not use that area for disc partitions.  But the tools in other operating systems might. 在以 MBR 分区表模式分区的磁盘上，LDM 并不存储在分区中，而是在磁盘末尾 1MiB 的、未指派到任何分区的区域。Windows XP 的分区工具不会使用上述的 1MiB 区域，但其它操作系统上的工具可能会使用到。

## 參看
- 動態磁碟（Dynamic disks）
- 邏輯磁區管理：邏輯磁碟區管理員（Linux譯名）、邏輯容體管理員（HP-UX譯名）
- Microsoft Windows元件列表

## 外部連結
- Captive-NTFS Logical Disk Manager FAQ （页面存档备份，存于）
- Comparison matrix of Windows LDM and Veritas Volume Manager